# Guido Pizarro (astrónomo)
Guido Pizarro es un astrónomo chileno que desarrolló su carrera en el Observatorio de La Silla. El Minor Planet Center le acredita el codescubrimiento de ocho asteroides entre 1979 y 1996, siete de ellos en colaboración con Eric Walter Elst y el octavo en colaboración con su hermano Óscar Pizarro.

## Descubrimientos
En 2024 descubrió un asteroide en colaboración con su hermano Óscar. Entre 1987 y 1996 intervino en el descubrimiento de 7 asteroides más en colaboración con Eric Walter Elst. El Minor Planet Center acredita sus descubrimientos como G. Pizarro y el de su hermano como O. Pizarro.
Uno de los asteroides que descubrió con Elst, el denominado (7968) Elst-Pizarro, es particularmente interesante al ser un asteroide con naturaleza cometaria periódica, es decir que muestra la característica cola o cabellera de los cometas cuando se encuentra cerca del perihelio. Por ello también está clasificado como cometa con la numeración 133P/Elst-Pizarro.
| Asteroides descubiertos: 8 | Asteroides descubiertos: 8 |
| -------------------------- | -------------------------- |
| (2567) Elba                | 19 de mayo de 1979         |
| (4060) Deipylos            | 17 de diciembre de 1987    |
| (7082) La Serena           | 17 de diciembre de 1987    |
| (7968) Elst-Pizarro        | 14 de julio de 1996        |
| (12238) Actor              | 17 de diciembre de 1987    |
| (12687) de Valory          | 17 de diciembre de 1987    |
| (19128) 1987 YR1           | 17 de diciembre de 1987    |
| (21003) 1987 YV1           | 17 de diciembre de 1987    |

## Epónimos
El asteroide (4609) Pizarro descubierto en 1988 por Elst en el Observatorio de La Silla fue nombrado en su honor y en el de su hermano Óscar. El asteroide (7968) Elst-Pizarro fue considerado en un principio como un cometa y, como es la costumbre entre ellos, denominado con los nombres de sus descubridores. La Unión Astronómica Internacional tomó en este caso la inusual decisión de mantener el nombre.